# 伊庭剛
伊庭 剛（いば たけし、1955年4月14日 - ）は、日本の俳優である。本名は古賀 信夫（こが　のぶお）、身長は170cm、体重は64kg、出身は福岡県。現在の所属は東映京都俳優部。

## 人物・略歴
- 福岡県東筑高校出身、趣味はサッカー、柔道、スピードスケート、ギターである。[1]
- 時代劇では藩主を演じることがあるが、刑事ドラマなどでは一見爽やかな風貌にもかかわらず悪人役での出演が多い。
- 現在は、京都市北区紫野にある、整体サロンほぐすにて整体師の傍ら、俳優業も行っている。

## 出演

### 映画
- 冒険者カミカゼ -ADVENTURER KAMIKAZE- （1981年、東映） - ガードマン
- 福沢諭吉（1991年、東映） - 薩摩藩士
- 手紙（2006年） - 監察官

### テレビドラマ
- 江戸を斬るVI（1981年、TBS / C.A.L） - 竹造 ※デビュー作
- 時代劇スペシャル（CX）
  - 「大奥悪霊の館〜眠った死霊はよみがえり女の血を呼ぶ恐怖の夜」（1981年9月4日）
  - 「松本清張のかげろう絵図〜大奥美女殺害に渦巻く陰謀の影が…」 （1983年7月22日） - 徳川家慶 役
- 桃太郎侍 第231話「お伊勢参りは御難旅」（1981年、NTV / 東映）
- 服部半蔵 影の軍団 （KTV / 東映）
  - 影の軍団II 第1話「眼には眼を」（1981年） - 徳川吉晴 役
  - 影の軍団IV 第1話「春一番! 燃えて半蔵いま発進」（1985年）
- 暴れん坊将軍シリーズ （ANB / 東映）
  - 吉宗評判記 暴れん坊将軍
    - 第147話「め組が架けた恋の橋」（1981年） - 貞吉
    - 第196話「何故に悲しき相合傘」（1982年） - 福山監物

  - 暴れん坊将軍II
    - 第6話「絵文字が告げた吉宗暗殺」（1983年） - 吉岡雅人
    - 第47話「天下御免のじゃじゃ馬馴らし」（1984年） - 巳之介
    - 第109話「涙が仇のあで化粧!」（1985年） - 奥平左馬助
    - 第178話「家康公の借金証文!?」（1986年） - 百合之丞

  - 暴れん坊将軍III
    - 第38話「さまよう鬼女の面」（1988年） - 前田吉徳
    - 第62話「ご用心! 新さんに愛人疑惑!?」（1989年） - 酒井頼道
    - 第105話「涙を捨てたおんな坂」（1990年） - 伊太郎

  - 暴れん坊将軍IV
    - 第6話「天晴れ!孝行息子に名裁き」（1991年） - 政吉
    - SP「隠された壱千万両 家康の埋蔵金を追え!」（1992年）- 徳川宗直

  - 暴れん坊将軍V
    - 第9話「ろくでなし長屋殺人事件」（1993年） - 鶴之助
    - 第26話「刃傷! 慕情消えやらず」（1993年） - 小菅喜三次
    - 第38話「風雪! 子連れ母唄」（1994年） - 八木沢兵馬

  - 暴れん坊将軍VI
    - 第20話「無法許さぬあさり剣法」（1995年） - 田島清次郎
    - 第41話「陽気な刺客」（1995年） - 尾形精之進
    - 第50話「天下を正す無頼漢」（1996年） - 久保圭吾

  - 暴れん坊将軍VII
    - 第15話「花の板前、妻敵討ち」（1996年） - 野沢久馬

  - 暴れん坊将軍VIII
    - 第10話「陰謀に巻きこまれた黄門様!?」（1997年） - 徳川宗堯
    - 第17話「謎! 孤児を集める男」（1998年） - 利助

  - 暴れん坊将軍IX
    - 第26話「消えた香炉 正直三姉弟の災難」（1999年） - 徳川宗直

  - 暴れん坊将軍X
    - 第9話「小町娘連続殺人! 美人浮世絵が死を招く」（2000年） - 早瀬直次郎
    - 第23話「吉宗を愛した女お庭番！断崖に消えた恋」（2000年） - 原惣介

  - 暴れん坊将軍XI
    - 第3話「め組消滅の危機!」（2001年）- 北町同心
    - 第10話「め組に舞い降りた天女!」（2001年） - 南十三郎

  - 暴れん坊将軍XII 第2話「南紀白浜の謀略! 吉宗の娘を生んだ女?!」（2002年） - 赤堀主水
- 斬り捨て御免! 第3シリーズ（1982年、TX / 歌舞伎座テレビ） - 平野与四郎
- 遠山の金さん（ANB/東映）※高橋英樹版
  - 第1シリーズ
    - 第43話「おんな牢・般若彫りの女!」（1983年）- 政吉
    - 第80話「十六夜殺人・悪夢をみた女!」（1983年）- 和吉
    - 第107話「浴槽の死美人・怨みの琴をひく女!」（1984年）
    - 第118話「おんな牢犯科帖・消えた死刑囚!」（1984年）
    - 第149話「妖星伝・天から美女が降って来た!」（1985年）- 森数馬

  - 第2シリーズ
    - 第9話「夕顔の女・炎のような愛でした!」（1985年）
    - 第29話「男嫌いの芸者が惚れた!」（1986年）- 三次
    - 第38話「新妻の瞳は愛と死を見つめて!」（1986年）- 徳三郎
- 壬生の恋歌 第21話「対決」（1983年、NHK） - 中岡慎太郎
- 銭形平次（CX / 東映） 第864話「闇に舞うお高祖頭巾」（1983年） - 辰
- ハイミス探偵日記（1983年、ANB）
- 柳生十兵衛あばれ旅（テレビ朝日 / 東映） - 柳生又十郎
  - 第25話「女忍者、暁に散る」（1983年4月19日）
  - 第26話「明日よ、風に舞え」（1983年4月26日）
- 新・松平右近（1983年、NTV）第14話「涙に濡れた花嫁衣装」 - 力松
- 新・なにわの源蔵事件帳 第7話「石油のような男」（1984年、NHK）
- 必殺シリーズ（ABC / 松竹）
  - 必殺仕事人IV 第23話「せん 遺言状を書く」（1984年） - 左平次
  - 必殺仕切人
    - 第7話「もしも九官鳥が秘密をしゃべったら」（1984年） - 半蔵
    - 第15話「もしも珍発明展が開かれたら」（1984年） - 仙造

  - 必殺仕事人意外伝 主水、第七騎兵隊と闘う 大利根ウエスタン月夜（1985）
  - 必殺仕事人V 第5話「主水、奉行所の人員整理にあわてる」（1985年） - 弥助
  - 必殺橋掛人 第11話「板橋のウラ仕掛けを探ります」（1985年） - 卯之助
  - 必殺まっしぐら! 第8話「相手は大阪の大塩平八郎」（1986年） - 嘉助
  - 必殺仕事人V・激闘編 第33話「主水、裏ワザで勝負する」（1986年） - 巳之助
  - 新春仕事人スペシャル 必殺忠臣蔵（1987年） - 武林唯七
  - 必殺仕事人V・風雲竜虎編
    - 第8話「殺しの的は影太郎」（1987年） - 清吉
    - 第17話「恐怖の辻射ち!」（1987年） - 久貝伊織

  - 必殺剣劇人 第4話「日照り続きで、ほこりが立たあ!」（1987年） - 佐久間隼人正
  - 必殺仕事人・激突!
    - 第4話「八百屋お七の振袖」（1991年） - 弥七
    - 第18話「主水、釣り友だちの恨みを晴らす」（1992年） - 尾花銀之助

  - 必殺仕事人2009
    - 第5話「因果応報」（2009年） - 茂兵衛
    - 第20話「女の一分」（2009年） - 横峰右京太夫
- 火曜サスペンス劇場 （NTV / 松竹）
  - 「松本清張の知られざる動機」（1983年） - 佃刑事
  - 「京都慕情殺人事件 -あなたは愛のために死ねますか-」（1985年）
  - 「松本清張スペシャル・夜光の階段」（1986年）
  - 「松本清張スペシャル・渡された場面」（1987年）
- 土曜ワイド劇場 （ANB）
  - 「京都殺人案内11 美人社長誘拐さる!」（1985年、ABC）
  - 「京都鞍馬殺人事件 家元の座をめぐる女の華やかな争い」（1986年）
  - 「能登・泣き砂の殺意 婚約旅行で消えた美しい女」（1986年）
  - 「京都離婚旅行殺人事件　嵐山－太秦映画村　バラの花束が死を招く!」（1987年）
  - 「西村京太郎トラベルミステリー みちのく湯けむり殺意の旅」（1987年）
  - 「京都神戸殺人事件 誘われて4人旅、この中に真犯人がいる!?」（1988年）
  - 「京都・琵琶湖別荘殺人事件 パーティー招待客7人のなかに真犯人がいる…」（1990年）
  - 「京都 十条家の惨劇 華麗に仕組まれた密室トリック!」（1990年）
  - 「京都島原殺人事件 女性レポーターの観光案内」（1990年）
- 山村美紗サスペンス （KTV）
  - 「殺意の河」（1986年）
  - 「死者の手のひら」（1986年）
  - 水仙の花言葉は死「洛中洛外花ごよみ」（1990年4月23日）
- 長七郎江戸日記 （NTV / ユニオン映画）
  - 第1シリーズ 第42話「大江戸哀歌」（1984年） - 仙吉
  - 第1シリーズ 第57話「壁際族の反乱」（1985年） - 榊小平太
  - 第1シリーズ 第71話「十手にかけた青春」（1985年） - 秋山
  - 第1シリーズ 第82話「初姿春駒おどり」（1986年） - 宮口勝之進
  - 第1シリーズ 第102話「十手にかけた青春」（1986年） - 佐吉
  - 第1シリーズ 第114話「なまくら新兵衛」（1986年） - 溝口八郎太
  - 第2シリーズ 第53話「下総一ノ瀬変り桝」（1986年） - 一ノ瀬信之
- 赤かぶ検事奮戦記シリーズ
  - 赤かぶ検事奮戦記IV（フランキー堺版） 第8話「美人妻レイプ裁判」（1986年1月17日）
  - 赤かぶ検事奮戦記（中村梅雀版）第2作 「悪女の証言」（2010年、TBS / 松竹）- 紀子の父
  - 赤かぶ検事奮戦記（中村梅雀版）連続ドラマ 第4話「能面の女」（2010年）- 吉野達夫
- 太閤記（1987年、TBS） - 明智弥平次
- 三匹が斬る!（ANB / 東映）
  - 三匹が斬る！ 第4話「赤トンボ、花嫁行列通りゃんせ」（1987年） - 山之内兼遠
  - 続・三匹が斬る! 第2話「雇われの、三日亭主で剣難女難!」（1988年） - 兵馬
  - 続続・三匹が斬る! 第17話「花嫁の首恋しや妖怪鬼八」（1990年） - 藩主・円城寺正隆
  - 新・三匹が斬る!
    - 第4話「お相手申す、今宵限りの算盤剣法」（1992年） - 市之丞
    - 第21話「出雲崎、嘘を並べて唐丸破り」（1993年） - 榊原信吾
- 江戸の青春 （1987年、ANB）
- 京都サスペンス「月下美人殺人事件」（1987年、KTV / 映像京都） - 刑事
- 水戸黄門 （TBS / C.A.L）
  - 第17部
    - 第13話「仇討ち阿波人形 -徳島-」（1987年11月23日） - 千吉
    - 第20話「颯爽! 謎の黒頭巾 -広島-」（1988年1月11日） - 藩士

  - 第18部 第20話「めざす敵は領主様 -佐野-」（1988年10月17日）
  - 第19部 第20話「姫が暴いた悪企み -高山-」（1990年2月12日） - 金森頼旹
  - 第20部 第48話「陰謀渦巻く薪能 -江戸-」（1991年10月7日） - 伊達藤次郎
  - 第21部
    - 第4話「母恋し娘馬子唄 -米子-」（1992年4月27日） - 清吉
    - 第22話「仏の里の鬼退治 -彦根-」（1992年8月31日） - 茂平

  - 第23部
    - 第21話「津和野銘菓は恋の味 -津和野-」（1994年12月26日） - 亀井茲親
    - 第29話「葵の印籠が盗まれた!? -宇和島-」（1995年2月27日） - 伊達宗贇

  - 第24部
    - 第14話「波瀾万丈!薩摩の対決 -鹿児島-」（1995年12月18日） - 島津綱貴
    - 第27話「一陽来復 米沢の春-米沢-」　　(1996年4月1日)　- 中里

  - 第25部
    - 第4話「漉いて好かれた三島暦-三島-」(1997年1月13日)　- 松平直明
    - 第39話「孫が救った献上酒-会津-」　　　(1997年9月22日)　- 雄吉

  - 第27部 第12話「津軽の飴は友の味 -青森-」（1999年6月7日） - 新太郎
  - 第29部 第15話「非道巡察使に喝ッ! -高山-」（2001年7月9日） - 伊平次
  - 第31部 第21話「黄門様と七化けのお京 -広島-」（2003年3月17日） - 黒井静十郎
  - 第32部 第8話「決戦! 加賀百万石 （2時間SP）-金沢-」（2003年9月22日） - 寺田兵次郎
  - 第34部
    - 第4話「お世継ぎの陰謀を暴け -仙台-」（2005年1月31日） - 藤本新次郎
    - 第13話「贋作描いた御老公!? -久保田-」（2005年4月18日） - 喜助

  - 第36部 第8話「助っ人アキの越後獅子 -福井-」（2006年9月11日） - 野々村
  - 第37部 第16話「美人妻と武士の一分 -遠野-」（2007年7月23日） - 新六
  - 第40部 第20話「見たか 江戸っ子の心意気- 江戸-」（2009年12月21日） - 吉沢
  - 第42部 第4話「剣に勝つ、医は仁術- 高田-」（2010年11月1日） - 定吉
  - 水戸黄門 第1シリーズ 第5話「硯の里の仇討ち -雄勝-」（2017年11月1日、BS-TBS） - 山脇市之丞
- 火曜スーパーワイド （ANB）
  - 「西村京太郎トラベルミステリー 死を運ぶ新特急「谷川7号」 美人OL探偵と窓際刑事」（1988年）
  - 「山村美紗の密室ミステリー 京都花見小路殺人事件 舞妓さんは名探偵!」（1988年） - 橋口警部補
  - 「山村美紗の密室ミステリー 京舞妓殺人事件 舞妓さんは名探偵II」（1989年） - 橋口警部補
  - 「十津川警部の挑戦 「寝台特急北斗星 東京－函館・点と線の殺意」（1990年）
- 大岡越前（TBS / C.A.L）
  - 第10部 第6話「弱者に誓う大岡裁き」（1988年4月4日） - 新助
  - 第13部 第24話「伊織を狙う狐面の女」（1993年4月26日） - 男客
  - 第14部 第6話「友を救った宿場の決闘」（1996年7月22日） - 片岡新太郎
  - 第15部 第5話「奥医師の娘」（1998年9月21日） - 伊三次
- わが歌 我愛ニイ （1988年、NHK）
- 男と女のミステリー
  - 「京都グルメ旅行殺人事件」（1989年、フジテレビ） - 橋口警部補
  - 「京都結婚指輪殺人事件」（1990年、フジテレビ） - 橋口警部補
- 将軍家光忍び旅（1990年、ANB / 東映）第19話「家光が用心棒? 桑名の宿の仇討ち!」 - 喜助
- 源義経（1991年、NTV / ユニオン映画）
- あばれ八州御用旅 第3シリーズ 第10話「呪いの伝説　隠し銅山の罠!」（1992年、TX / ユニオン映画） - 吾作
- 銭形平次（CX / 東映）※北大路欣也版
  - 第2シリーズ 第9話「がい骨の予言」（1992年）
  - 第7シリーズ 第3話「仮面の女」（1998年） - 弥太郎
- 喧嘩屋右近 （TX / 松竹）
  - 第1シリーズ 第7話「尼僧一人、八万石の大掃除」（1992年）
  - 第2シリーズ 第12話「名前のない依頼人」（1993年）
  - 第3シリーズ 第8話「用心棒は時間給」（1994年）
- 付き馬屋おえん事件帳 （TX / 松竹）
  - 第2シリーズ 第10話「火事場泥棒」（1993年）
  - 第3シリーズ 第5話「女の恨み取り立てます」（1995年）
- 名奉行 遠山の金さん （ANB / 東映）
  - 第5シリーズ 第21話「裏切った悪女!」（1993年） - 中島大三郎
  - 第8シリーズ （遠山の金さんVS女ねずみ）第15話「ねずみに殺人容疑 金さん困る」（1997年） - 桝屋佐之助
  - 第9シリーズ （金さんVS女ねずみ）第16話「復讐! 絵ローソクの謎」（1998年） - 三春屋
- ご存知!旗本退屈男VIII 「琉球王朝に渦巻く暗雲!謎の舞姫と首里城の秘宝!三日月傷、海を渡る!!」（1993年3月27日、テレビ朝日）
- 江戸の用心棒 第15話「大奥（秘）怨み節」（1994年、NTV / ユニオン映画）
- 殿さま風来坊隠れ旅（1994年、ANB / 東映）
  - 第8話「治之進、一世一代の恋」- 花房銀四郎
  - 第16話「お京が怒った! 天晴れ仇討ち」
- 鬼平犯科帳（CX / 松竹）
  - 第5シリーズ 第6話「白根の万左衛門」（1994年）
  - 第7シリーズ 第15話「見張りの見張り」（1997年）

- 月曜ドラマスペシャル「古谷一行の名探偵・金田一耕助シリーズ」（TBS / 東阪企画）
  - 第20作「悪魔の唇」（1994年8月22日） - 三浦刑事 役
  - 第21作「悪魔の花嫁」（1995年9月4日） - 鈴木刑事 役

- 水戸黄門外伝 かげろう忍法帖  第14話「紬の里の鴉退治 -飯田-」（1995年8月21日） - 堀親常
- あばれ医者嵐山 第8話「おもかげ」（1995年、TX / ユニオン映画） - 安造
- 影武者徳川家康 （1998年、ANB） - 支倉六右衛門
- 隠密奉行朝比奈（CX / 東映）
  - 第1シリーズ 第3話「山形蔵王 世継ぎをさがせ」（1998年）- 清川奥之助
  - 第2シリーズ 第8話「奈良・金魚になった少女」（1999年）- 半田一蔵
- オヤジ探偵 第7話「女は顔!? 京都メル友殺人!!」（2001年、ANB / 東映） - 坂田洋
- 剣客商売 第4シリーズ 第9話「勝負」（2003年、CX / 松竹） - 谷小十郎
- 新春ワイド時代劇 （TX）
  - 「国盗り物語」（2005年1月2日） - 鷲巣六郎光敦
  - 「忠臣蔵〜その義その愛」（2012年1月2日） - 堀内源左衛門
- 逃亡者 おりん 第14話「弥十郎悲しき再会」（2007年2月2日、TX / C.A.L） - 藤次郎
- 主水之助七番勝負〜徳川風雲録外伝〜（2008年） - 恵比須屋宗兵衛 役
- 月曜ゴールデン 赤かぶ検事奮戦記2 悪女の証言（2010年、TBS / 松竹）
- 京都地検の女シリーズ（EX / 東映）
  - 第5シリーズ 第6話（2009年5月28日）- 斉田和夫
  - 第6シリーズ 第2話（2010年10月21日） - 内海英司
  - 第7シリーズ 第8話（2011年9月8日） - 石橋和行
- ホンボシ〜心理特捜事件簿〜 第7話（2011年3月3日、EX / 東映） - 小野寺太郎
- 捜査地図の女 第1話（2012年10月18日、EX / 東映） - 水野英一
- 濃姫II〜戦国の女たち（2013年6月23日、テレビ朝日） - 遠藤直経
- 神谷玄次郎捕物控 第3話（2014年4月18日、NHK BSプレミアム） - 庄兵衛
- 出入禁止の女〜事件記者クロガネ〜 第4話（2015年2月5日、EX / 東映） - 太平健一
- 金曜プレミアム「剣客商売 陽炎の男」（2015年9月11日、CX / 松竹） - 用人
- 立花登青春手控え 第4話（2016年6月3日、NHK BSプレミアム） - 小沼庄五郎
- 伝七捕物帳（2017年） - 藤枝半兵衛 役
- 遺留捜査
  - 第4シーズン 第5話（2017年8月10日） - 東條一馬 役
  - 第6シーズン 第8話（2021年3月4日）
- 科捜研の女（テレビ朝日）
  - 新・科捜研の女1（Season5） 第6話（2004年5月20日） - 古谷要一 役
  - Season9 第6話（2009年8月13日） - 下田良三 役
  - Season10 第9話（2010年9月9日） - 竹地国男 役
  - Season11 第2話（2011年10月27日） - 河村登 役
  - Season17 第14話（2018年） - 南山将人 役
  - スペシャル（2018年） - 下津晴稔 役
  - Season19 第31話（2020年） - 今村達也 役
  - Season20 第3話（2020年） - 富永栄吉 役
  - Season21 第10話（2022年） - 串村利一 役
  - Season23 第1話（2023年） - 本並康介 役
- 刑事ゼロ 第5話「年前の殺人トリック!? 父が残した時刻表の謎…京都の冬山で娘の復讐!!」（2019年、EX / 東映） - 鳩岡尊 役
- 令和元年版 怪談牡丹燈籠（2019年、NHK BSプレミアム） - 権左 役
- 日曜プライム おかしな刑事24（2020年9月20日、EX） - 田所清 役
- 大岡越前スペシャル〜大波乱!宿命の白洲〜（2023年12月29日、NHK BS・NHK BSプレミアム4K）[2]
  - 大岡越前7（2024年6月23日 - 8月11日、NHK BS・NHK BSプレミアム4K）[3]

### 舞台
- 吉良の仁吉

### ゲーム
- 西村京太郎ミステリー 北斗星の女（PCエンジン）※声優

### パチンコ
- CR新暴れん坊将軍〜不死身の闇烏〜（2011年、藤商事） - 大岡忠相